# Familienabend

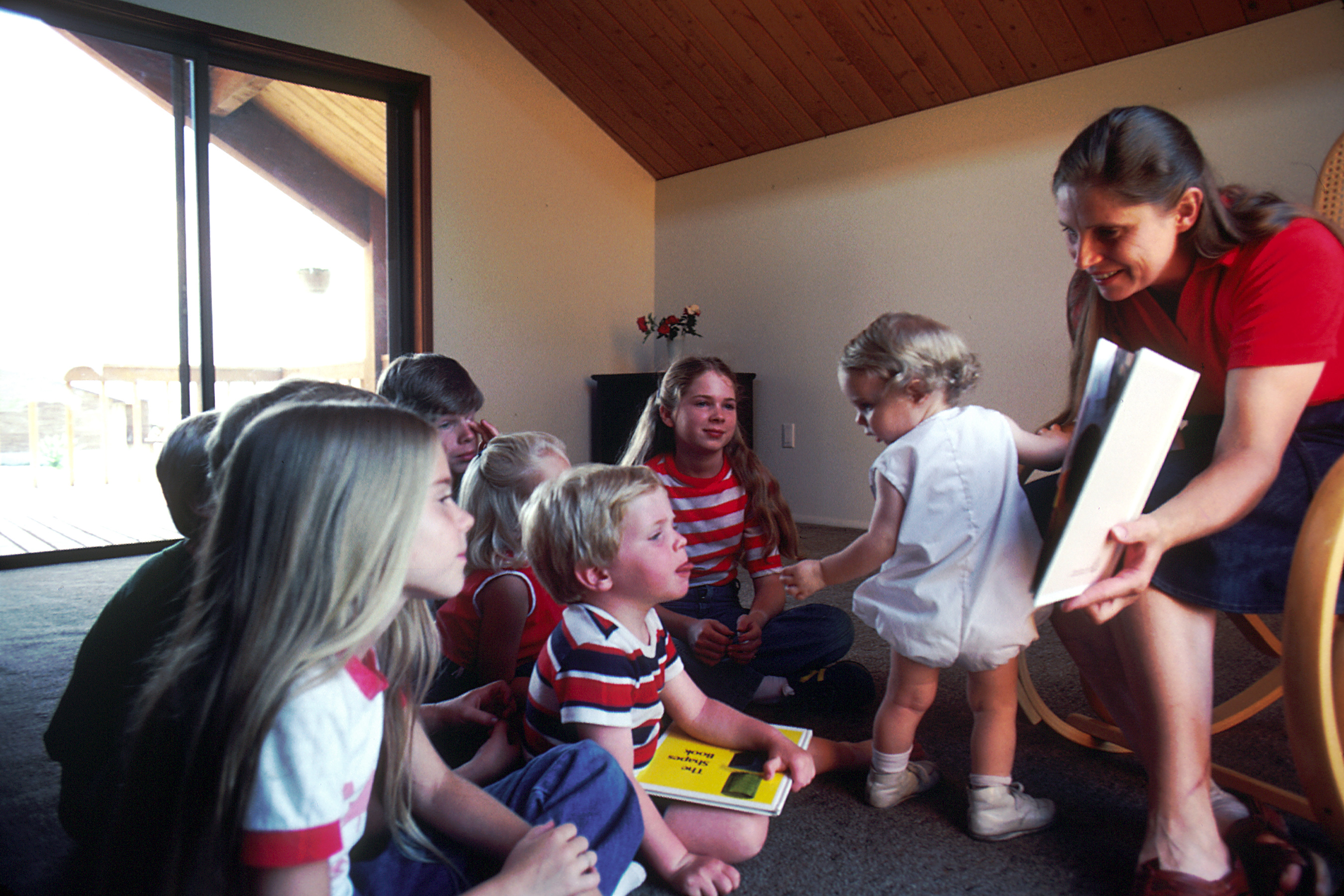
Ein mormonischer Familienabend

Der Familienabend ist eine offizielle Beschäftigung für Familien am Montagabend in der Kirche Jesu Christi der Heiligen der Letzten Tage. Familien werden ermutigt, in dieser Zeit keine andere Aktivität zu planen. Dieser Abend ist nur für die Familie und deren Bedürfnisse vorgesehen. Es ist auch vorgesehen, dass die Eltern ihren Kindern in dieser Zeit etwas über das Evangelium beibringen.

## Geschichte
In einem Brief vom 27. April 1915 rief die Erste Präsidentschaft dazu auf, in der ganzen Kirche einen Familienabend durchzuführen, einmal in der Woche. Es sollte eine Zeit sein für „Gebet...Lieder...Familienthemen und besondere Belehrungen zum Evangelium“.
Im Jahre 1970 gab der Präsident der Kirche,  Joseph Fielding Smith (Sohn von Joseph F. Smith, der den ersten Brief veröffentlichte) bekannt, dass die bevorzugte Zeit für den Familienabend der Montagabend sein solle und das in der Kirche deshalb keine Treffen oder andere Sachen geplant werden sollen, zu dieser Zeit.
In der Generalkonferenz im Oktober 2002 rief Gordon B. Hinckley alle dazu auf, den Montagabend frei zu halten von anderen Aktivitäten und Beschäftigungen, damit sich die Mitglieder ganz auf den Familienabend konzentrieren können.
Die jetzige Kirchenpolitik zum Thema Familienabend bedeutet:

„Die Abende am Montag sind eingeplant für den Familienabend in der ganzen Kirche. Keine Kirchenaktivitäten wie Treffen, Taufen, Spiele oder Übungen sollen am Montag nach sechs Uhr stattfinden. Anderen Störungen des Familienabends sollte ausgewichen werden. Eine Ausnahme kann gemacht werden, wenn Silvester am Montagabend stattfindet. In diesem Fall soll der Familienabend davor stattfinden und danach die Kirchenaktivität. Die Kirchenführer stellen sicher, dass die Einrichtungen der Kirche am Montagabend geschlossen sind. Einladungen und andere Aktivitäten werden nicht am Montagabend gehalten, in den Einrichtungen der Kirche. Mitgliedern wird auch geraten, am Montagabend keine Einladungen in anderen Räumlichkeiten abzuhalten. Wenn möglich sollen Arbeitstreffen nicht am Montagabend stattfinden. Kinder und Eltern sollten zu dieser Zeit zuhause sein.“

## Unterstützung durch die Kirche
Die HLT-Kirche bietet eine Webseite an, auf der sich die Familien Ideen holen können für den Familienabend.

## Erklärungen von Kirchenführern
Kirchenführer haben Erklärungen abgegeben, warum der Familienabend nötig ist:

„Gut geplante Familienabende sind eine Quelle von Glück und Einfluss. Diese Abende sind Zeit für Gruppenaktivität, Organisation, und den Ausdruck von Liebe. Außerdem sind sie Zeit für das geben von Zeugnissen der Wahrheit des Evangeliums, zum Lernen von Prinzipien des Evangeliums und Spaß in der Familie und alle Sachen die die Familie vereinen und zu Solidarität in der Familie führen.“

„Familienabende sollten einmal in der Woche geplant sein um die Prinzipien des Evangeliums zu diskutieren, um sich zu erholen und um Sketche zu machen oder mit dem Klavier zu spielen. Wie die eisernen Verbindungen in einer Kette wird damit die Familie verbunden in Liebe, Stolz, Tradition, Stärke und Loyalität.“

„Der Montagabend sollte für den Familienabend reserviert sein. Die lokalen Kirchenführer sollen sicherstellen, dass Einrichtungen und Gebäude geschlossen sind und dass keine Kirchenaktivitäten in dieser Zeit geplant sind. Das wichtigste Ziel ist das die Familien zusammen sind und das Evangelium studieren. Wir erinnern alle dass der Herr den Eltern befohlen hat, ihre Kinder zu unterrichten, zu beten und den Sabath einzuhalten. Die heiligen Schriften sind die wichtigste Quelle um das Evangelium zu unterrichten.“

## Familienabende, die nicht zuhause stattfinden
An Orten mit einer hohen Anzahl von alleinstehenden erwachsenen Mitgliedern der HLT-Kirche werden Gruppen aus Gleichaltrigen gebildet, um einen Familienabend auszuführen. Solche Abende finden gewöhnlich in der Nähe von Universitäten statt, sind aber nicht auf die Brigham Young University beschränkt.

## Bibliographie
- (Englisch) Sherrie Johnson, Using the new family home evening resource book, Ensign 14, Januar 1984, : 6-9.
- (Englisch) Spencer W. Kimball, Home : the place to save society, Ensign 5, Januar 1975, : 3-10.
- (Englisch) Harold B. Lee, Priesthood correlation and the home evening, IE 67, Dezember 1964, : 1077-81.
- (Englisch) Harold B. Lee, The home evening, IE 70, Januar 1976, : 22-23.
- (Englisch) Wayne B. Lynn, Better Home Evenings, Ensign 20, Juni 1990, : 22-25.

## Weblink
- Familienabend – Kirche Jesu Christi der Heiligen der Letzten Tage